# Lau đầu băng từ
Lau đầu băng từ là chất hoặc hành vi được sử dụng để làm sạch đầu ghi / phát lại của băng từ (chẳng hạn như trong một đầu đọc băng video hoặc đầu đọc băng từ).

## Lau đầu từ
Các đầu đọc audio và video (tức là đầu đọc cassette, đầu đọc băng video) cần được bảo dưỡng định kỳ thì mới hoạt động tốt. Các hạt từ tính rơi ra khỏi băng từ (gồm băng cassette, băng videocassette) có thể tích lại trên đầu ghi / phát lại từ tính, làm giảm chất lượng tín hiệu. Lau đầu từ có thể được thực hiện bằng vải đặc biệt hoặc băng dài đặc biệt và/hoặc băng vệ sinh cho cassette. Điều này sẽ loại bỏ các vết bẩn và chất bẩn trên đầu từ.
Sợi bông có thể dính vào đầu từ, vì vậy không nên sử dụng vải bông và gạc y tế.